# Mike Singer

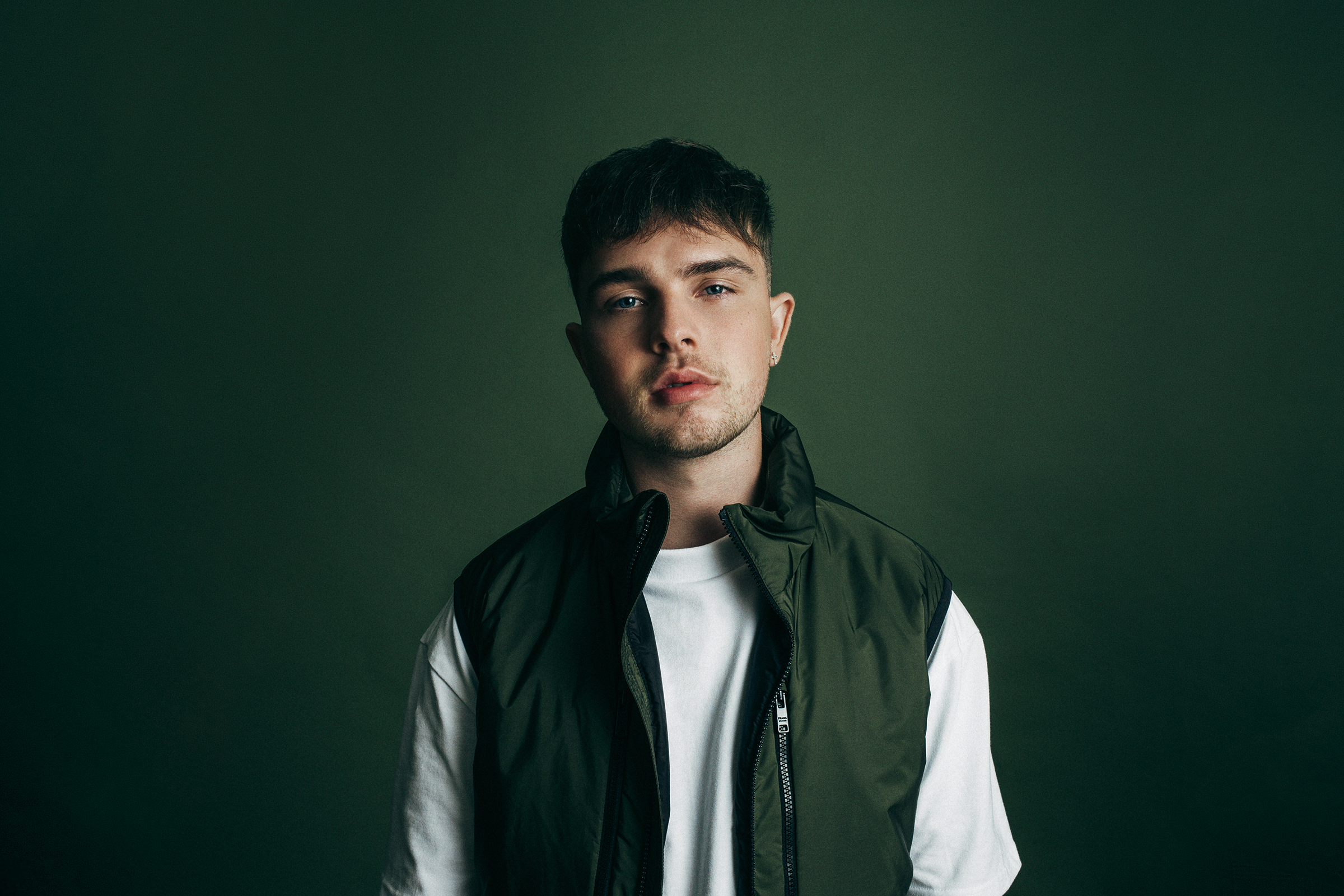
Mike Singer, 2020

Mike Singer (* 20. Januar 2000 in Kehl) ist ein deutscher Popsänger. Bekannt wurde er 2013 durch die Teilnahme an der Castingshow The Voice Kids. Mit Karma (2017), Deja Vu (2018), Trip (2019) und Emotions (2022) erreichte er vier Nummer-eins-Alben in den deutschen Albumcharts.

## Leben
Singer wuchs als Sohn russlanddeutscher Eltern aus Kasachstan in Offenburg auf. Seit seinem zwölften Lebensjahr konzentrierte er sich fast ausschließlich auf Musik. Autodidaktisch komponierte und schrieb er Songs, die er zu Hause produzierte. 2012 begann er neben Coversongs von internationalen Musikern – etwa Impossible von James Arthur – auch eigene Songs ins Netz zu stellen. 2013 nahm er an der Castingshow The Voice Kids teil und kam in Lena Meyer-Landruts Team, wurde aber in der folgenden Battle Round wieder herausgewählt. 2014 veröffentlichte er ein englischsprachiges Album mit dem Titel Only You.
Ohne Plattenvertrag nahm er 2015 die EP Nur mit Dir auf und absolvierte erste Liveauftritte. 2018 erreichte Singer 1,5 Millionen Abonnenten auf Instagram, mehr als 350.000 Facebook-Fans und über 700.000 YouTube-Abonnenten. Im Februar 2017 erschien über Warner Music Group sein deutschsprachiges Debütalbum Karma, mit dem er auf Tournee ging und welches sich in Deutschland auf Platz 1 der Albumcharts platzierte. In der 3. und 4. Staffel der Fernsehserie Spotlight spielte er 2017/2018 die Rolle des Luke Sommer. Den Titelsong seines zweiten Albums Deja Vu, das ebenfalls die Spitzenposition der deutschen Albumcharts erzielte, präsentierte er im Februar 2018 im Rahmen der Show Unser Lied für Lissabon und saß für den Eurovision Song Contest 2018 neben Max Giesinger und Mary Roos in der deutschen Jury. Im Mai 2018 erschien mit Netflix & Chill ein Duett mit dem Rapper Kay One, das Platz 11 der deutschen Single-Charts erreichte. Im November 2018 gewann er den MTV European Music Award als Best German Act. Im April 2019 veröffentlichte er sein drittes deutschsprachiges Album Trip, was wie die vorherigen Alben erneut Platz 1 belegte.
Im Frühjahr 2020 nahm Singer als „Wuschel“ verkleidet an der zweiten Staffel der ProSieben-Sendung The Masked Singer teil. Er belegte den zweiten Platz von zehn Teilnehmern. Im Mai 2020 nahm er am Free European Song Contest für Kasachstan teil und landete von 16 Teilnehmern auf dem 14. Platz. Im November 2020 wurde mit Paranoid!? sein viertes deutschsprachiges Album veröffentlicht, das Platz 9 der deutschen Albumcharts erreichte.
Von Januar 2021 bis Anfang April 2021 war er als Jurymitglied der 18. Staffel von Deutschland sucht den Superstar neben Dieter Bohlen, Michael Wendler, Maite Kelly und später Thomas Gottschalk zu sehen. Im Januar 2021 veröffentlichte Singer eine Coverversion von Matthias Reims Nummer-eins-Hit Verdammt, ich lieb’ Dich, die sich in den deutschen Charts auf Platz 28 platzierte. Im November desselben Jahres arbeitete Singer mit der deutschen Pop- und Schlagersängerin Vanessa Mai zusammen, woraus die Single Als ob du mich liebst hervorging, die mit Rang zwei der deutschen Single-Trend-Charts nur knapp die offiziellen Singlecharts verfehlte.
Im Februar 2022 wurde bekannt, dass er an der 15. Staffel der RTL-Tanzshow Let’s Dance teilnehmen wird. Seine ihm zugeordnete Tanzpartnerin war Christina Luft; das Tanzpaar schied im April als Siebtplatzierte aus.
Am 14. April 2022 erschien erstmals bei dem Universal-Music-Group-Label Better Now Records sein sechstes Studioalbum Emotions, das sich direkt in der ersten Chartwoche auf Platz 1 platzierte, was für ihn zugleich das vierte Nummer-eins-Album seiner musikalischen Laufbahn ist.
Im Juli 2023 war er im Kino als Singstimme von Cat Noir im Film Miraculous: Ladybug & Cat Noir zu sehen.
Das Musikvideo zum Lied Gib niemals auf (2024), einer Neuinterpretation des Lieds Eye of the Tiger der Band Survivor, wurde im Eistreff Waldbronn und auf der Rennbahn in Valencia gedreht.

## Diskografie
Studioalben

| Jahr | Titel Musiklabel                    | Höchstplatzierung, Gesamtwochen, AuszeichnungChartplatzierungen (Jahr, Titel, Musiklabel, Platzierungen, Wochen, Auszeichnungen, Anmerkungen) | Höchstplatzierung, Gesamtwochen, AuszeichnungChartplatzierungen (Jahr, Titel, Musiklabel, Platzierungen, Wochen, Auszeichnungen, Anmerkungen) | Höchstplatzierung, Gesamtwochen, AuszeichnungChartplatzierungen (Jahr, Titel, Musiklabel, Platzierungen, Wochen, Auszeichnungen, Anmerkungen) | Anmerkungen                             |
| Jahr | Titel Musiklabel                    | DE | AT | CH | Anmerkungen                             |
| ---- | ----------------------------------- | --- | --- | --- | --------------------------------------- |
| 2014 | Only You YouTunez                   | — | — | — | Erstveröffentlichung: 10. Januar 2014   |
| 2017 | Karma Warner Music (WMG)            | DE1 (7 Wo.)DE | AT5 (3 Wo.)AT | CH12 (2 Wo.)CH | Erstveröffentlichung: 24. Februar 2017  |
| 2018 | Deja Vu Warner Music (WMG)          | DE1 (13 Wo.)DE | AT2 (5 Wo.)AT | CH2 (4 Wo.)CH | Erstveröffentlichung: 19. Januar 2018   |
| 2019 | Trip Warner Music (WMG)             | DE1 (6 Wo.)DE | AT5 (1 Wo.)AT | CH14 (1 Wo.)CH | Erstveröffentlichung: 12. April 2019    |
| 2020 | Paranoid!? Warner Music (WMG)       | DE9 (3 Wo.)DE | AT42 (1 Wo.)AT | — | Erstveröffentlichung: 20. November 2020 |
| 2022 | Emotions A Better Now Records (UMG) | DE1 (2 Wo.)DE | — | — | Erstveröffentlichung: 14. April 2022    |

## Filmografie

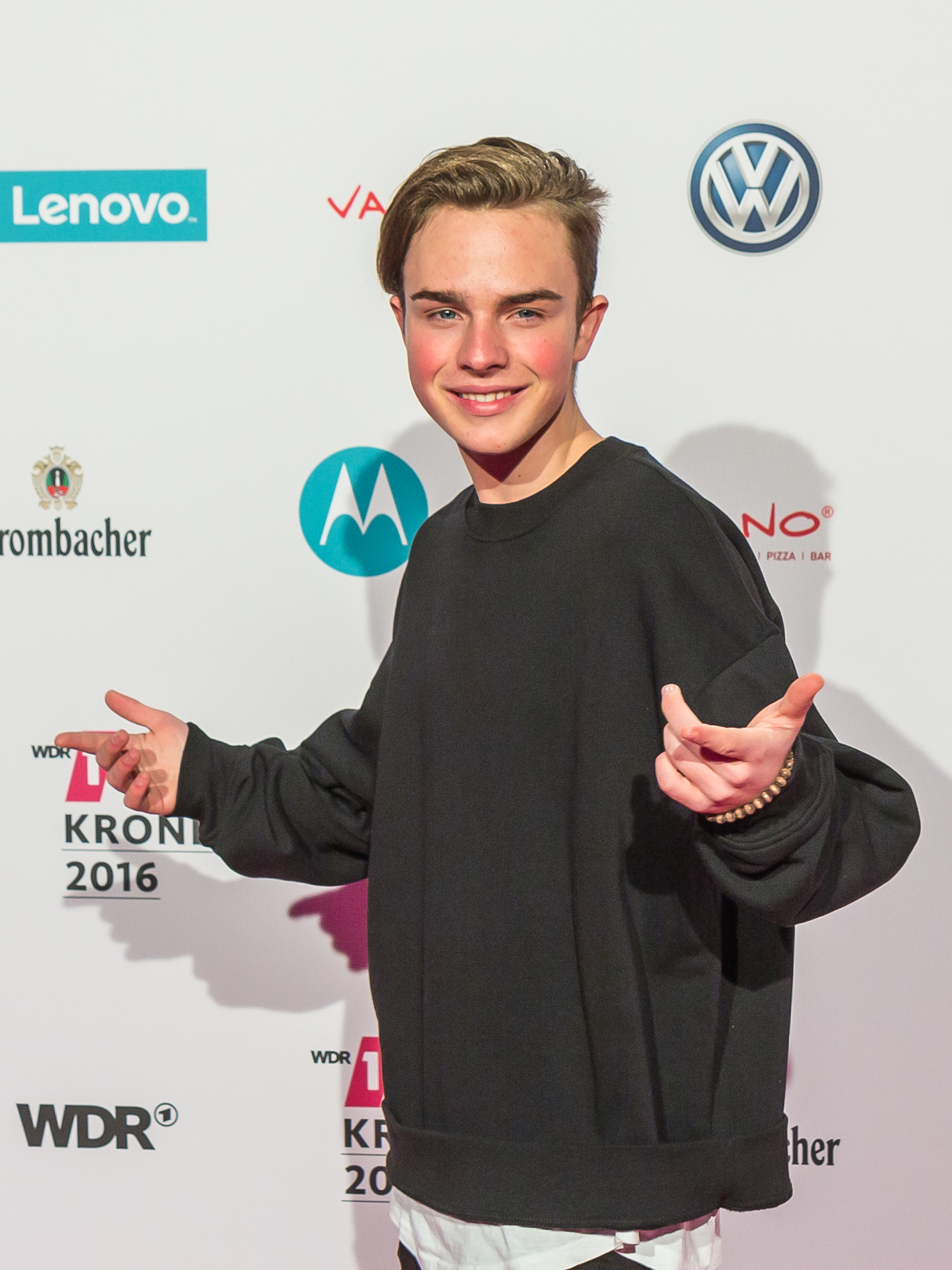
Mike Singer, 2016

### Fernsehen
- 2013: The Voice Kids (1. Staffel) (Sat.1)
- 2017: Köln 50667 (Gastauftritt) (RTL II)
- 2017–2018: Spotlight (durchgehende Hauptrolle) (Nick)
- 2018: Willkommen bei Mario Barth (Gast) (RTL)
- 2019: Catch! (Kandidat) (Sat.1)
- 2019: Dein Song (Musikpate) (KiKA)
- 2019: ZDF-Fernsehgarten (Auftritt) (ZDF)
- 2020: Der Lehrer (Gastrolle) (RTL)
- 2020: The Masked Singer (Kandidat) (ProSieben)
- 2020: Free European Song Contest (Kandidat) (ProSieben)
- 2021: Deutschland sucht den Superstar (Jury) (RTL)
- 2021: Täglich frisch geröstet (Auftritt) (RTL)
- 2021: Promi Big Brother (Auftritt) (Sat.1)
- 2022: Let’s Dance (15. Staffel) (RTL)

### Synchronrollen
- 2020: Drachenreiter (Ben)
- 2022: Mia and me – Das Geheimnis von Centopia (Iko)
- 2023: Miraculous: Ladybug & Cat Noir – Der Film (Adrien Agreste / Cat Noir (Gesang))

## Auszeichnungen
- 2018: Kids’ Choice Awards – Kategorie „Lieblingssänger“
- 2018: MTV Europe Music Awards – Kategorie „Best German Act“
- 2018: BAMBI – Kategorie „Publikumspreis“ (Nominierung)
- 2018: BRAVO Otto – Kategorie „Sänger“ (Nominierung)
- 2019: Kids’ Choice Awards – Kategorie „Lieblingssänger/-sängerin Deutschland, Österreich, Schweiz“ (Nominierung)